# Unione Sportiva Avellino 1958-1959
Questa pagina raccoglie le informazioni riguardanti l'Unione Sportiva Avellino nelle competizioni ufficiali della stagione 1958-1959.

## Rosa
| N. |                   | Ruolo | Calciatore\|           |
| -- | ----------------- | ----- | ---------------------- |
|    | Italia (bandiera) | P     | Luigi Dal Fior         |
|    | Italia (bandiera) | P     | Frassoni               |
|    | Italia (bandiera) | D     | Germano Da Dalto       |
|    | Italia (bandiera) | D     | Luigi De Falco         |
|    | Italia (bandiera) | D     | Egidio Foletto         |
|    | Italia (bandiera) | D     | Angelo Guerriero       |
|    | Italia (bandiera) | D     | Eugenio Mauri          |
|    | Italia (bandiera) | D     | Benito Zanellato       |
|    | Italia (bandiera) | C     | Marcello Alberici      |
|    | Italia (bandiera) | C     | Gianni Fida (capitano) |
|    | Italia (bandiera) | A     | Vincenzo Assanti       |

| N. |                   | Ruolo | Calciatore        |
| -- | ----------------- | ----- | ----------------- |
|    | Italia (bandiera) | A     | Benito Brugnera   |
|    | Italia (bandiera) | A     | Giorgio Roncaia   |
|    | Italia (bandiera) | A     | Ivo Vetrano       |
|    | Italia (bandiera) | A     | Franco Barbabella |
|    | Italia (bandiera) |       | Carlo Basile      |
|    | Italia (bandiera) |       | Falsiroli         |
|    | Italia (bandiera) |       | Forte             |
|    | Italia (bandiera) |       | Romano            |
|    | Italia (bandiera) |       | Sorci             |
|    | Italia (bandiera) |       | Sorice            |